# 키타지마 레이
키타지마 레이(일본어: 北島 玲, 1982년 12월 18일 ~ )는 2007년 10월에 데뷔한 일본의 전 AV 여배우다.